# Martin Bouquet
Dom Martin Bouquet, född 6 augusti 1685, död 6 april 1754, var en fransk benediktinmunk och historiker.
Bouquet utgav Recueil des historiens des Gaules et de la France. Själv fullbordade han endast 8 band (1838–1852), men efter hans död fortsatte benediktinerna verket.